# Resusaap
De resusaap (Macaca mulatta) is een makaak uit de familie der apen van de Oude Wereld (Cercopithecidae). Hij wordt veelvuldig gebruikt als proefdier, en heeft zijn naam gegeven aan de resusfactor.

## Beschrijving
De resusaap heeft een lange, grijzig bruine tot rossig gele vacht. De buik is bleker van kleur. Het naakte gezicht is roze. Een rodere kleur van gezicht lijkt gelieerd met een hogere kans op reproductie.
Ze worden tot 64 centimeter lang, met een staart van 17,8 tot 30 centimeter. Mannetjes worden veel groter dan vrouwtjes, ongeveer zes kilogram. Vrouwtjes worden meestal maar de helft.

## Verspreiding en leefgebied
De resusaap komt voor in Azië, van Noord-India en Afghanistan tot Zuid-China en Vietnam. Hier leeft hij in bergbossen, graslanden en beboste streken, tot 2500 meter hoogte. De resusaap heeft een voorkeur voor droge, open gebieden. Ook komen ze steeds meer voor in stedelijk gebied. Resusapen zijn zeer goed bestand tegen extreme temperaturen, en kunnen overleven op plaatsen waar de temperatuur 's winters onder nul is.
De aap is in de jaren dertig ingevoerd in Florida, langs de Silver River, als een attractie voor toeristen. Uit deze halfwilde apengroep zijn verscheidene populaties ontstaan, waarvan enkele vandaag de dag nog bestaan.
Op Cayo Santiago, een eiland voor de kust van Puerto Rico, leeft ook een halfwilde troep resusapen. Deze troep wordt door de wetenschap bestudeerd. De meeste informatie die we over het gedrag van deze soort hebben, komt van de studies naar deze troep.

## Gedrag
De resusaap slaapt hoog in de bomen. Overdag is hij actief. De resusaap zoekt op de grond naar plantaardig voedsel, voornamelijk kruiden, maar ook bladeren, naalden en wortels. Ook ongewervelde dieren en zelfs kleine gewervelden worden soms gegrepen. Resusapen hebben wangzakken, waar ze tijdelijk voedsel in opslaan.
De resusaap kan goed klimmen, maar ook zwemmen. De dieren zijn waarschijnlijk dol op een bad en het is regelmatig waargenomen dat een groep resusapen gezamenlijk in een beek zwom.
De resusaap leeft in troepen van elf tot zeventig dieren. Soms komen zelfs troepen van rond de 180 dieren voor, maar gemiddeld niet meer dan twintig. Er leven meer vrouwtjes dan mannetjes in een troep, over het algemeen in een verhouding van 4:1. De gehele troep voedt de jongen op en bewaakt het territorium.
De troep wordt geleid door een dominant vrouwtje. Hiërarchie wordt bepaald door afstamming: de vrouwelijke nakomelingen van het dominante vrouwtje staan hoger in de hiërarchie dan andere vrouwtjes. De nummer twee in de groep is de jongste dochter van het dominante vrouwtje. Uiteindelijk zal de nummer twee het dominante vrouwtje worden. Ook onder mannetjes bestaat een hiërarchie, maar deze is minder stabiel. Soms splitsen troepen.
Resusapen kennen een grote reeks aan geluiden. Vooral de mannetjes kunnen luidruchtig zijn. Er zijn blaffende en krijsende alarmgeluiden, een gil als het dier wordt aangevallen en een grom bij agressief gedrag. Ook zijn er specifieke roepen als een dier voedsel heeft gevonden. Jonge en ondergeschikte resusapen zouden zich soms stilhouden wanneer ze voedsel hebben gevonden, om zo hun ontdekking verborgen te houden voor andere apen.
In India is de voortplanting seizoensgebonden, maar over het algemeen plant de soort zich het gehele jaar door voort. Ieder jaar wordt er na een draagtijd van 135 tot 194 dagen één jong geboren. Bij de geboorte weegt het jong ongeveer 450 gram. Het jong wordt op de buik gedragen, later ook op de rug. Vrouwtjes zijn geslachtsrijp rond het derde jaar en krijgen meestal rond hun vierde of vijfde jaar hun eerste kind. Mannetjes zijn na vier jaar geslachtsrijp.
Resusapen worden ongeveer 28 jaar oud, maar kunnen meer dan dertig jaar oud worden.

## Resusapen en wetenschap
Doordat de resusaap vrij makkelijk in gevangenschap te houden is, wordt de aap vaak gebruikt voor medisch en biologisch onderzoek. Hier volgen enkele voorbeelden:
- De resusfactor, een van de elementen van iemands bloedgroep, is ontdekt bij deze apensoort.
- In de jaren vijftig deed de vergelijkend psycholoog Harry Harlow onderzoek naar de gevolgen van onthouding van moederlijke zorg, door jonge resusaapjes bij de moeder weg te nemen en ze een kunstmatige moeder te geven.
- In de jaren vijftig en zestig werden ook resusapen gebruikt voor de ruimtevaart. De resusaap Albert II was in 1949 de eerste primaat in de ruimte.
- In januari 2000 werd de eerste gekloonde primaat, Tetra, geboren. Tetra was een resusaap.
- In januari 2001 kwam ANDi, de eerste genetisch gemodificeerde primaat ter wereld.